# Square One (rompicapo)

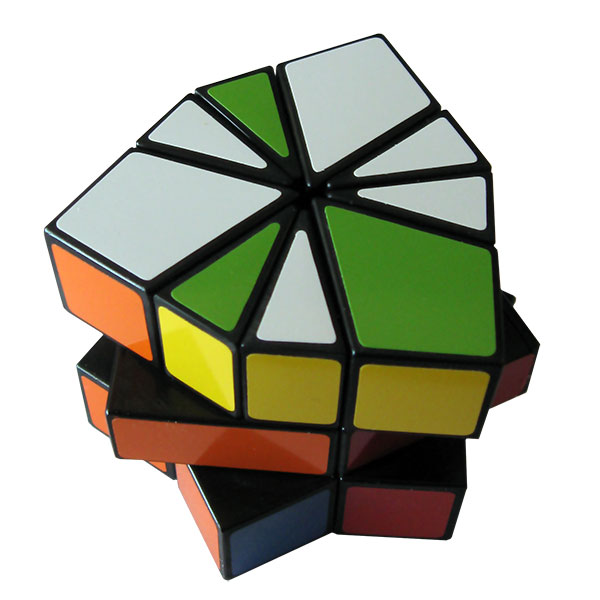
Lo Square One non risolto.

Lo Square One (conosciuto anche come Square 1, Square-1, Sq-1, Back to Square One e Cubo 21) è un twisty puzzle la cui particolarità è quella di cambiare forma quando vengono girate le facce.

## Storia
Lo Square One è stato inventato, con il nome completo di Back to Square One, da Karel Hršek e Vojtěch Kopský all'inizio degli anni novanta.

## Descrizione
Lo Square One ha tre strati: il primo e l'ultimo contengono pezzi detti anche spigoli e angoli, mentre lo strato centrale contiene due spigoli combinabili a formare un quadrato o un esagono regolare. Come nel Cubo di Rubik ogni faccia ha un solo colore: le facce opposte sono bianco-giallo (talvolta nero), rosso-arancione e verde-blu.

## Permutazioni
Lo Square One può assumere 552.738.816.000 diverse posizioni.

## Risoluzione
Uno dei metodi usati dagli speedcuber per risolvere questo puzzle è il metodo Vandembergh, che si basa su sei differenti fasi di risoluzione.
1. Portare i pezzi agli spigoli nello strato corretto
2. Portare i pezzi sugli angoli nello strato corretto
3. Posizionare i pezzi ai cateti all'interno del loro strato
4. Posizionare i pezzi sugli spigoli all'interno del loro centro
5. Risolvere l'ultimo strato

## Record mondiale
La seguente tabella riporta il record mondiale (su singola risoluzione e media di 5 risoluzioni) ottenuto in competizioni ufficiali WCA.
|         | Persona          | Risultato    | competizione                          |
| ------- | ---------------- | ------------ | ------------------------------------- |
| Singolo | Michał Krasowski | 3.87 secondi | Olsztyn Squared 2023                  |
| Media   | Max Siauw        | 5.02 secondi | CubingUSA Northeast Championship 2022 |